# Jennifer Stewart
Jennifer Stewart (bürgerlich Jennifer Noble; * 29. September 1968 in Redondo Beach, Kalifornien) ist eine US-amerikanische Pornodarstellerin und Schauspielerin.
Jennifer Stewart als Teenager mit kleinen Rollen im amerikanischen Fernsehen, z. B. in Solid Gold. Danach arbeitete sie im Disneyland in Anaheim. 1989 begann sie eine zwei Jahre dauernde Karriere als Exklusiv-Star der Firma Vivid  Video. Höhepunkt ihrer Karriere war der Gewinn des AVN Awards 1991 als Best New Starlet.
Sie drehte gut 20 Porno-Filme, darunter die 35-mm-Kino-Produktion The Swap. In diesem Spielfilm mit pornographischen Einlagen spielt sie eine gelangweilte Yuppie-Hausfrau.
Die einzige körperliche Veränderung, die sie während ihrer Karriere vornahm, war das Tragen von braunen Kontaktlinsen statt ihrer natürlichen blauen Augen.
Auf dem Höhepunkt ihrer Bekanntheit beendete sie aus persönlichen Gründen die Porno-Karriere, um 1997 in der komödiantischen Fernsehserie Hot Springs Hotel unter dem nur leicht veränderten  Namen Jen Stewart wieder aufzutauchen.